# Factoria d'Arts Escèniques (Banyoles)
La Factoria d'Arts Escèniques és un equipament cultural destinat a la formació, producció i exhibició de les arts escèniques. Es troba al carrer Baldiri Reixach, 403 de Banyoles, Pla de l'Estany. L'edifici va rebre la visita de la ministra de Cultura, González-Sinde l'octubre de 2010 i va estrenar la seva primera obra el 27 de març de 2011 però no es va inaugurar oficialment fins al 20 d'abril de 2011.

## Aula de Teatre
L'Aula de Teatre és un centre de formació de les arts escèniques promogut per l'Àrea de Cultura de l'Ajuntament de Banyoles. La Factoria d'Arts Escèniques és la seva seu del 2011. L'Aula de Teatre es va fundar el 1995 però des de llavors no havia tingut seu fixa, passant per Can Castanyer i el Teatre Municipal entre altres equipaments. De l'Aula de Teatre n'han sorgit companyies com ara Cor de Teatre, Pocapuc Teatre, Kafkiana i El Vol del Pollastre.